# 25 de novembro
25 de novembro é o 329.º dia do ano no calendário gregoriano (330.º em anos bissextos). Faltam 36 dias para acabar o ano.

## Eventos históricos

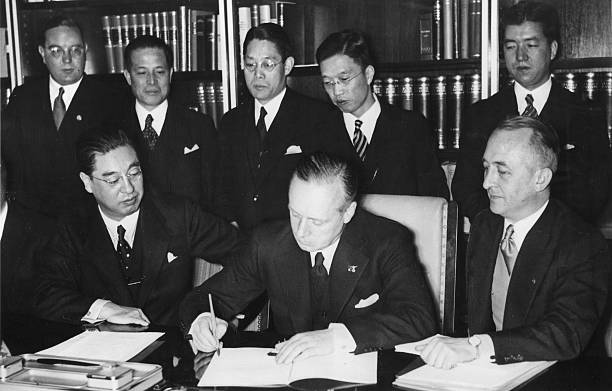
1936: Assinatura do Pacto Anticomintern

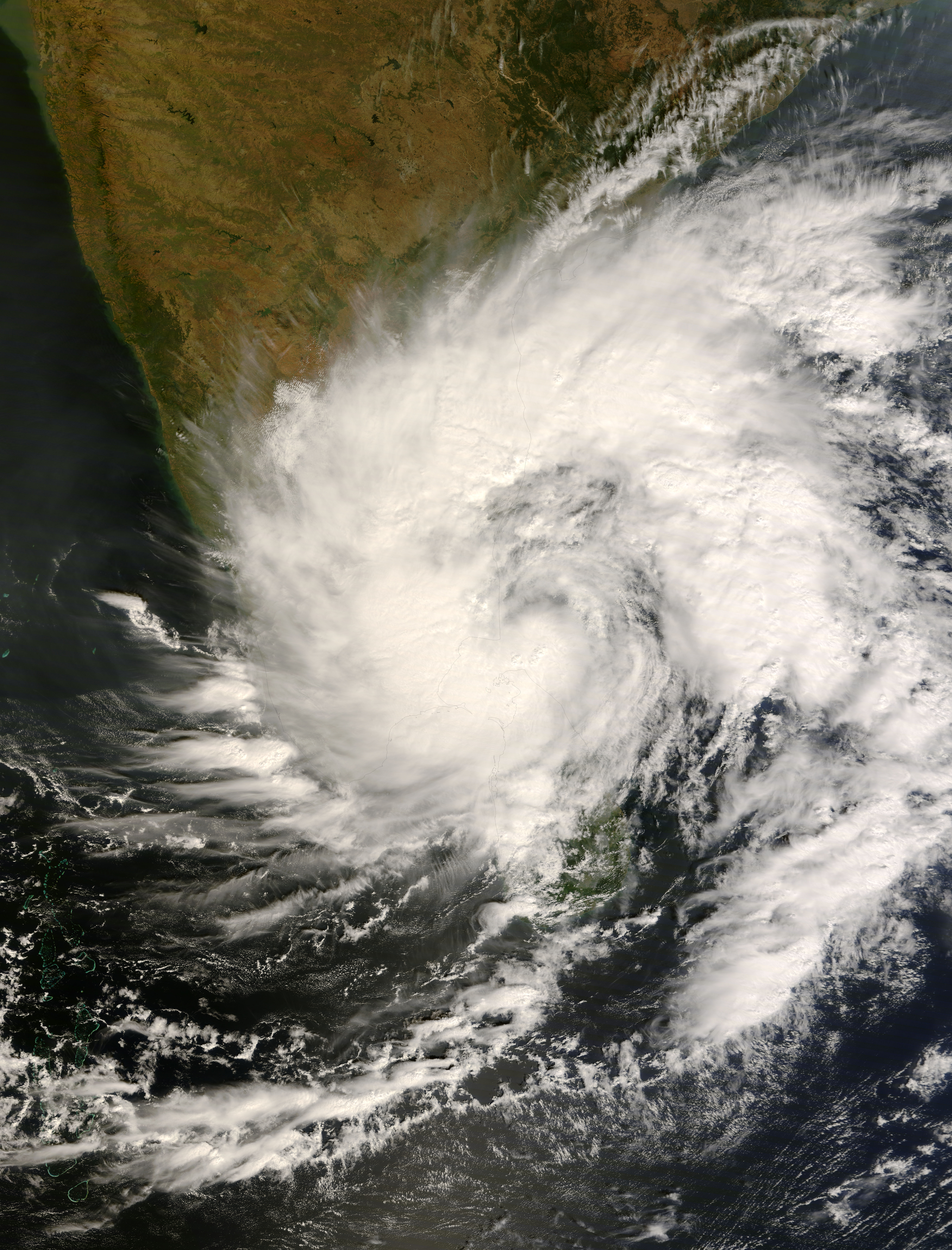
2008: Ciclone Nisha

- 571 a.C. — Sérvio Túlio, rei de Roma, comemora um triunfo por sua vitória sobre os etruscos.
- 1034 — Rei Malcolm II da Escócia morre. Seu neto, Duncano, herda o trono.
- 1120 — Naufrágio do Barco Branco, onde morre Guilherme Adelino, Duque da Normandia, herdeiro do Rei Henrique I de Inglaterra.
- 1177 — Rei Balduíno IV de Jerusalém e Reinaldo de Châtillon derrotam o Sultão Saladino do Egito e Síria na Batalha de Monte Gisardo.
- 1491 — O cerco de Granada, a última fortaleza moura na Espanha, termina com o Tratado de Granada.
- 1487 — Elizabeth de York é coroada Rainha da Inglaterra.[1]
- 1510 — Conquista portuguesa de Goa: as forças navais portuguesas sob o comando de Afonso de Albuquerque e mercenários locais que trabalham para o corsário Timoja conquistam Goa do sultanato de Bijapur, resultando em 451 anos de domínio colonial português.
- 1783 — Guerra Revolucionária Americana: as últimas tropas britânicas deixam a cidade de Nova York três meses após a assinatura do Tratado de Paris.
- 1795 — Partições da Polônia: Rei e Grão-Duque Estanislau II Augusto, o último rei da Polônia independente e também último grão-duque da Lituânia, é forçado a abdicar e é exilado na Rússia.
- 1875 — O Reino Unido adquire o controle do Canal do Suez, por meio da compra de 176 602 ações ao Egito.
- 1889 — O governo britânico entrega uma nota ao governo português protestando pela decisão de Portugal de considerar os territórios entre Angola e Moçambique como dependentes da soberania portuguesa.
- 1897 — A Espanha concede autonomia política e administrativa a Porto Rico.
- 1905 — O príncipe Carl da Dinamarca chega à Noruega para se tornar o rei Haakon VII da Noruega.[2]
- 1915 — Albert Einstein apresenta as equações de campo da relatividade geral para a Academia de Ciências da Prússia.
- 1917
  - Primeira Guerra Mundial: as forças alemãs derrotam o exército português de cerca de 1 200 homens em Negomano, na fronteira entre os atuais Moçambique e Tanzânia.
  - Primeira Guerra Mundial: Batalha de Cambrai: a maior parte dos avanços efetuados pela força blindada britânica são perdidos devido aos contra-ataques alemães.
- 1918 — Voivodina, antiga terra da coroa austro-húngara, proclama sua separação da Áustria-Hungria para se juntar ao Reino da Sérvia.
- 1925 — Em Portugal é extinto o Ministério do Trabalho.
- 1935 — Estado de Sítio é aprovado pelo Congresso Nacional do Brasil.[3]
- 1936 — Em Berlim, Alemanha e Japão assinam o Pacto Anticomintern, concordando em consultar medidas "para salvaguardar seus interesses comuns" no caso de um ataque não provocado da União Soviética contra qualquer nação. O pacto é renovado no mesmo dia, cinco anos depois, com signatários adicionais.
- 1940
  - Segunda Guerra Mundial: O navio Patria explode e afunda-se no porto de Haifa, Palestina, na sequência de uma sabotagem efetuada por vários membros da organização sionista Irgun Zvai Leumi para impedir que seja utilizado pelos britânicos para deportar judeus palestinianos.
  - Segunda Guerra Mundial: primeiros voos do De Havilland DH 98 "Mosquito"  e do Martin B-26 Marauder.
- 1941 — Segunda Guerra Mundial: a Croácia adere ao Pacto Anticomintern. A Dinamarca é forçada a assiná-lo.
- 1943 — Segunda Guerra Mundial: aprovação pelo comando supremo aliado do plano da Operação Shingle que prevê um desembarque no setor de Anzio, de detrás das linhas alemãs.
- 1947 — A Nova Zelândia ratifica o Estatuto de Westminster e, portanto, torna-se independente do controle legislativo do Reino Unido.
- 1952 — A peça de mistério e assassinato de Agatha Christie, The Mousetrap, estreia em Londres após uma estreia em Nottingham, Reino Unido. Ao longo dos anos se tornará a peça há mais tempo encenada na história do teatro.[4]
- 1958 — O Sudão Francês ganha autonomia como membro autônomo da Comunidade Francesa.
- 1960 — As irmãs Mirabal da República Dominicana são assassinadas.
- 1964 — Guerra Colonial: o Comité de Libertação da OUA reconhece o MPLA como único representante do povo angolano.
- 1966 — Aprovação do atual Código Civil Português.
- 1970 — No Japão, o escritor Yukio Mishima e um compatriota cometem seppuku ritualístico após uma tentativa frustrada de golpe de Estado.
- 1973 — Geórgios Papadópulos, chefe do Regime Militar dos Coronéis na Grécia, é deposto em um golpe de Estado, liderado pelo brigadeiro-general Dimitris Ioannidis.
- 1974 — Assinatura, em Argel, entre Portugal e o MLSTP, de um acordo para a independência de São Tomé e Príncipe.
- 1975
  - Suriname ganha Independência do Reino dos Países Baixos.
  - Em Portugal, Golpe de 25 de Novembro de 1975, uma tentativa de golpe militar, e subsequente contra-golpe, que põe fim ao PREC.
- 1981 — O Papa João Paulo II nomeia o cardeal Joseph Ratzinger (o futuro Papa Bento XVI), prefeito da Congregação para a Doutrina da Fé.
- 1984 — Trinta e seis músicos de ponta se reúnem em um estúdio de Notting Hill e gravam "Do They Know It's Christmas?", da Band Aid, a fim de arrecadar dinheiro para o alívio da fome na Etiópia.
- 1986 — A Ponte do Rei Fahd é inaugurada oficialmente no Golfo Pérsico.
- 1986 — Caso Irã-Contras: o procurador-geral dos Estados Unidos, Edwin Meese, anuncia que os lucros das vendas de armas secretas ao Irã foram desviados ilegalmente para os rebeldes anticomunistas Contras na Nicarágua.
- 1992 — A Assembleia Federal da Tchecoslováquia vota pela divisão do país em República Tcheca e Eslováquia, a partir de 1º de janeiro de 1993.
- 1999 — Um garoto cubano de 5 anos, Elián González, é resgatado por pescadores enquanto flutuava em uma câmara de pneu na costa da Flórida.
- 2003 — Furto do badalo do Sino da Independência do Brasil.
- 2008 — O ciclone Nisha atinge o norte do Sri Lanka, matando 15 pessoas e desabrigando outras 90 000, enquanto ataca a região com a maior precipitação em nove décadas.
- 2018 — A guarda costeira do Serviço Federal de Segurança russo ataca e apreende três navios ucranianos que tentavam passar do mar Negro para o mar de Azov através do estreito de Querche.[5]
- 2019 — Várias centenas de diamantes e joias, com valor estimado em mais de um bilhão de euros, são roubadas de um museu em Dresden, Alemanha.

## Nascimentos

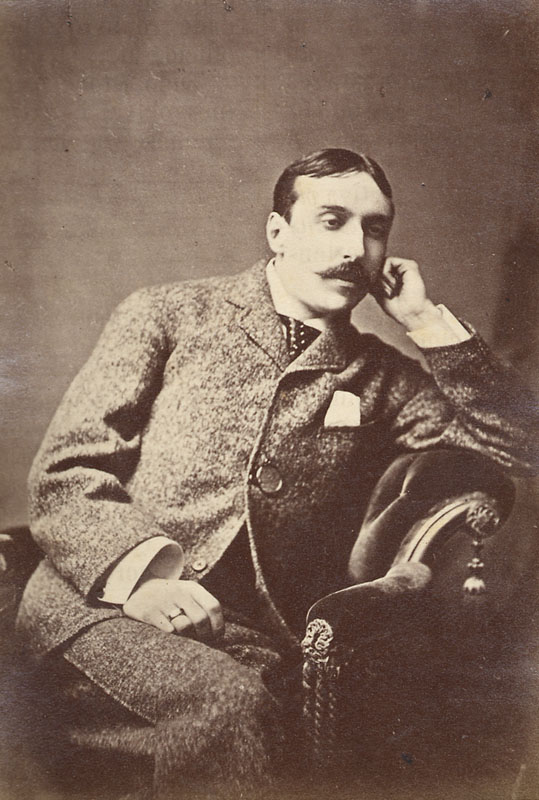
Eça de Queiroz

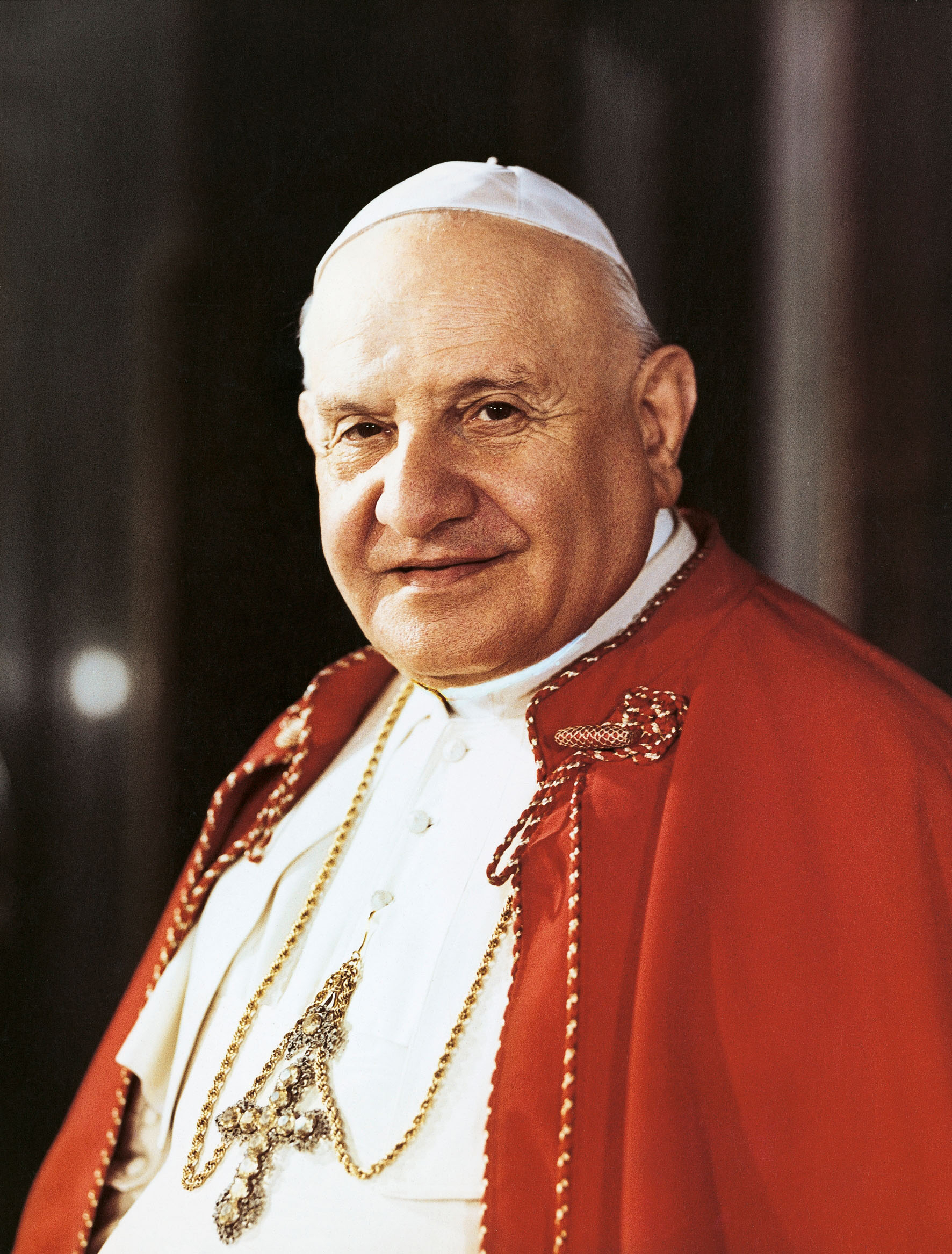
Papa João XXIII

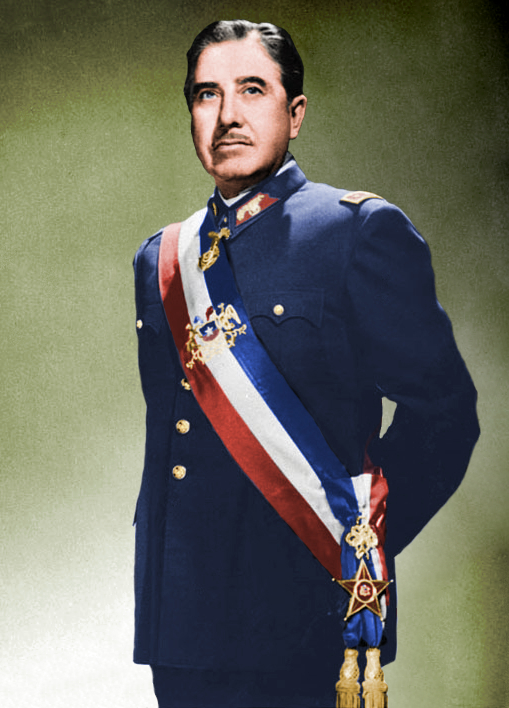
Augusto Pinochet

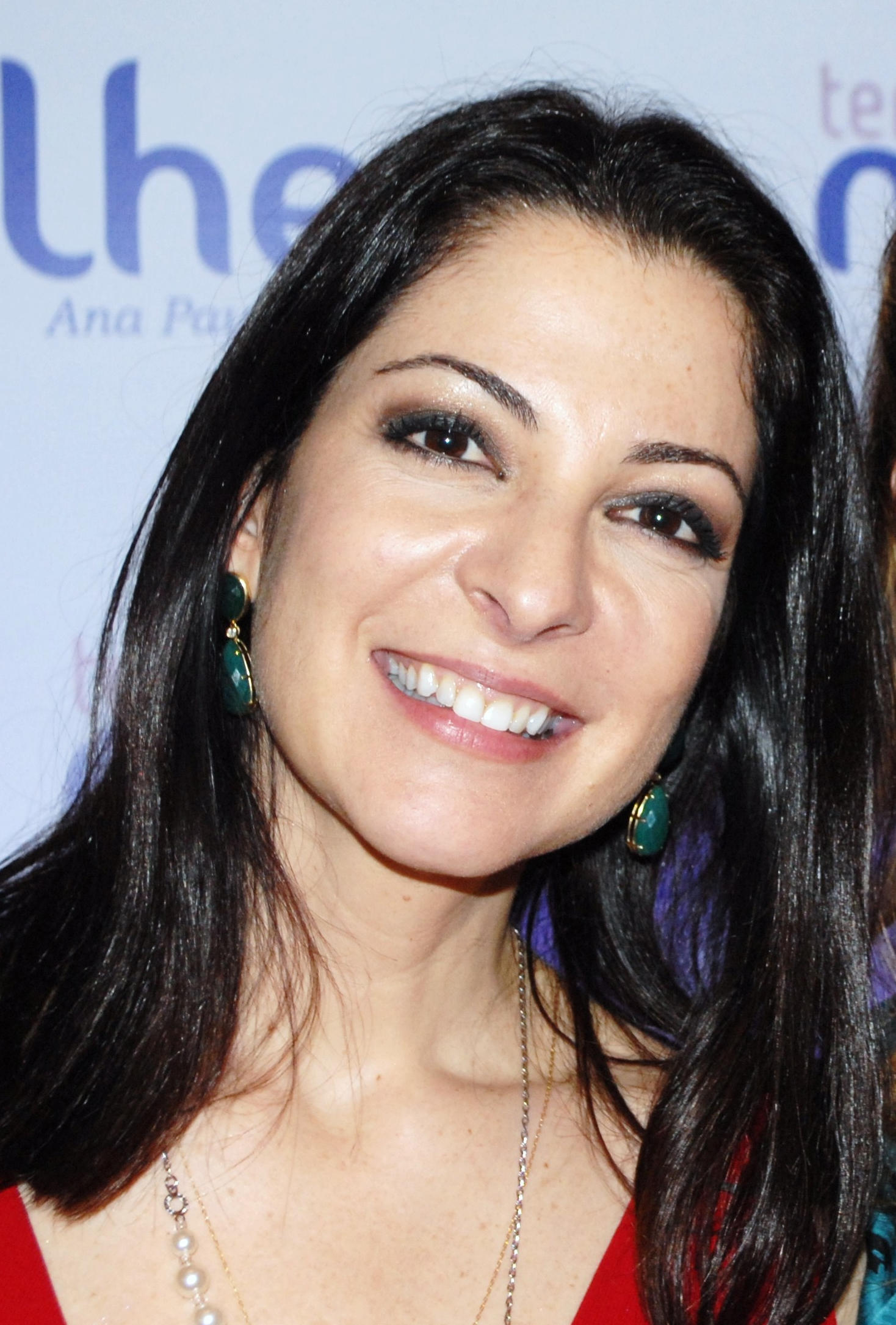
Ana Paula Padrão

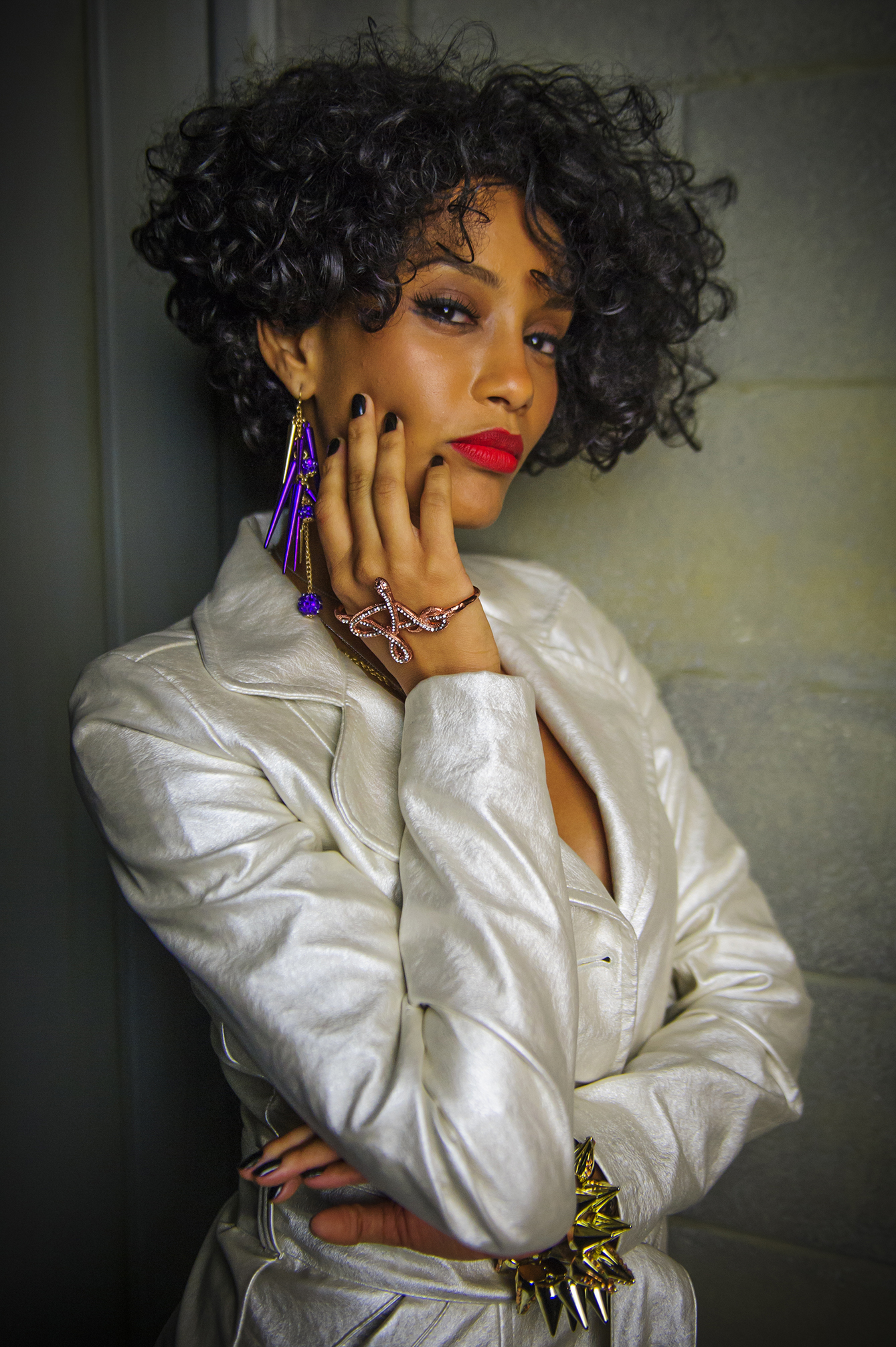
Taís Araújo

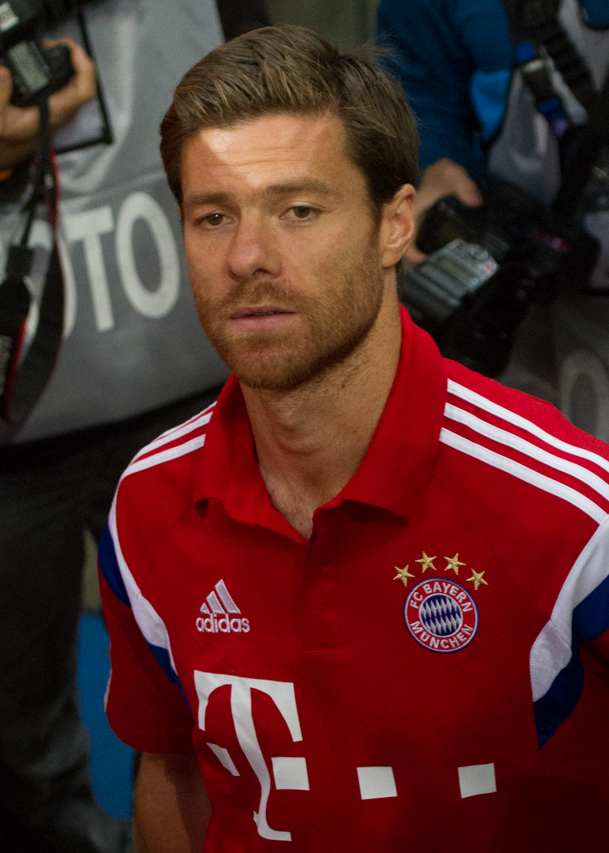
Xabi Alonso

### Anteriores ao século XIX
- 1545 — Ana de Jesús, religiosa secular espanhola (m. 1621).
- 1562 — Félix Lope de Vega, dramaturgo e poeta espanhol (m. 1635).
- 1609 — Henriqueta Maria de França (m. 1669).
- 1638 — Catarina de Bragança (m. 1705).
- 1703 — Jean-François Séguier, botânico e astrônomo francês (m. 1784).
- 1738 — Thomas Abbt, escritor e filósofo alemão (m. 1766).
- 1743 — Guilherme Henrique, Duque de Gloucester e Edimburgo (m. 1805).
- 1744 — Félix de Avelar Brotero, botânico português (m. 1828).
- 1758 — John Armstrong, Jr., militar e político norte-americano (m. 1843).
- 1763 — Cristiano de Hesse-Darmstadt (m. 1830).
- 1796 — Andreas von Ettingshausen, matemático e físico austríaco (m. 1878).

### Século XIX
- 1814 — Julius Robert von Mayer, físico alemão (m. 1878).
- 1824 — Charles Verlat, pintor belga (m. 1890).
- 1830 — Lina Morgenstern, escritora, educadora e ativista alemã (m. 1909).
- 1841 — Ernst Schröder, matemático alemão (m. 1902).
- 1844 — Karl Benz, engenheiro alemão (m. 1929).
- 1845 — Eça de Queirós, romancista português (m. 1900).
- 1865 — Georges Lemmen, pintor belga (m. 1916).
- 1868 — Ernesto Luís de Hesse-Darmstadt, grão-duque de Hesse-Darmstadt (m. 1937).
- 1870 — Maurice Denis, escritor e pintor francês (m. 1943).
- 1872 — Robert Maysack, ginasta estadunidense (m. 1960).
- 1873 — Pierre Lacau, egiptólogo francês (m. 1963).
- 1874 — Joe Gans, pugilista norte-americano (m. 1910).
- 1876 — Vitória Melita de Saxe-Coburgo-Gota (m. 1936).
- 1880 — Leonard Woolf, escritor e teórico político britânico (m. 1969).
- 1881 — Papa João 23 (m. 1963).
- 1883
  - Harvey Spencer Lewis, escritor norte-americano (m. 1939).
  - Percy Marmont, ator britânico (m. 1977.
  - Diego Martínez Barrio, político espanhol (m. 1962).
- 1887 — Robert Merz, futebolista austríaco (m. 1914).
- 1895
  - Wilhelm Kempff, pianista e compositor alemão (m. 1991).
  - Anastas Mikoyan, político armênio (m. 1978).
- 1896 — Priscilla Dean, atriz norte-americana (m. 1987).
- 1897 — Otto Ernst Meyer, empresário teuto-brasileiro (m. 1966).
- 1900 — Rudolf Höss, oficial alemão (m. 1947).

### Século XX

#### 1901–1950
- 1901 — Arthur Liebehenschel, oficial alemão (m. 1948).
- 1904
  - Ba Jin, escritor chinês (m. 2005).
  - John Summerson, historiador de arquitetura britânico (m. 1992).
- 1908 — Bohuslav Karlík, canoísta tcheco (m. 1996).
- 1910 — Léon Poliakov, historiador e filósofo russo (m. 1997).
- 1911 — Paul Murry, desenhista norte-americano (m. 1989).
- 1912 — Amal al-Atrash, atriz e cantora síria (m. 1944).
- 1913 — Lewis Thomas, conselheiro de política e investigador norte-americano (m. 1993).
- 1914 — Joe DiMaggio, jogador de beisebol norte-americano (m. 1999).
- 1915 — Augusto Pinochet, militar e político chileno (m. 2006).
- 1917 — Alparslan Türkeş, político turco (m. 1997).
- 1920
  - Ricardo Montalbán, ator mexicano (m. 2009).
  - Noel Neill, atriz norte-americana (m. 2016).
  - João Francisco Bráz, jogador de basquete brasileiro (m. 1996).
- 1921 — Stanley Ho, empresário chinês (m. 2020).
- 1922
  - René Schérer, filósofo francês (m.2023).
  - Fernando Balleroni, ator, diretor, roteirista e produtor brasileiro (m. 1980).
- 1923 — Mauno Koivisto, político finlandês (m. 2017).
- 1926
  - Jeffrey Hunter, ator estadunidense (m. 1969).
  - Terry Kilburn, ator britânico.
- 1928 — Ivan Deryugin, pentatleta ucraniano (m. 1996).
- 1929 — Marion Stokes, bibliotecária e arquivista estadunidense (m. 2012).
- 1930
  - Clarke Scholes, nadador estadunidense (m. 2010).
  - Jan P. Syse, advogado e político norueguês (m. 1997).
- 1931 — Nat Adderley, músico norte-americano (m. 2000).
- 1933 — Héctor Rondón Lovera, fotógrafo venezuelano (m. 1984).
- 1935 — Carlos Koppa, ator e humorista brasileiro.
- 1936 — Trisha Brown, bailarina e coreógrafa estadunidense (m. 2017).
- 1937
  - Ole Sørensen, futebolista dinamarquês (m. 2015).
  - Terry Kilburn, engenheiro eletrônico norte-americano (m. 2019).
- 1938
  - Luiz Henrique Rosa, músico e compositor brasileiro (m. 1985).
  - Alberto Valentini, futebolista chileno (m. 2009).
- 1939 — Martin Feldstein, economista norte-americano (m. 2019).
- 1940
  - Jan Jongbloed, futebolista neerlandês (m. 2023).
  - Percy Sledge, músico norte-americano (m. 2015).
- 1941
  - Ahmed Shafiq, militar e político egípcio.
  - Riaz Ahmed Gohar Shahi, escritor paquistanês.
  - Jean-Michel Di Falco, bispo católico francês.
- 1943
  - Márcia, cantora brasileira.
  - Carlos Alberto de Oliveira Andrade, empresário e médico brasileiro (m. 2021).
  - Maria Carrilho, política portuguesa (m. 2023).
- 1944 — Bev Bevan, baterista britânico.
- 1945 — Kent Karlsson, ex-futebolista e treinador de futebol sueco.
- 1946
  - Slim Borgudd, automobilista e músico sueco (m. 2023).
  - Mary Ann Eisel, ex-tenista estadunidense.
  - Johnny Valiant, lutador profissional e ator norte-americano (m. 2018).
- 1947
  - Marcos Rivas, futebolista mexicano (m. 2024).
  - Zé Rodrix, cantor e instrumentista brasileiro (m. 2009).
  - John Larroquette, ator, produtor e cineasta norte-americano.
  - Stéphane Courtois, historiador francês.
- 1949 — Paulinho Rezende, compositor brasileiro.
- 1950
  - Guilherme Lamounier, ator, compositor e cantor brasileiro (m. 2018).
  - Jocelyn Brown, cantora norte-americana.

#### 1951–2000
- 1951
  - Johnny Rep, ex-futebolista neerlandês.
  - Charlaine Harris, escritora norte-americana.
- 1952 — Gabriele Oriali, ex-futebolista e dirigente esportivo italiano.
- 1953 — Carlos Kenig, matemático argentino.
- 1954 — Teodoro 2.º da Alexandria, patriarca ortodoxo grego.
- 1955 — Connie Palmen, escritora neerlandesa.
- 1956 — Hélène Goudin, política sueca.
- 1957
  - Petr Janečka, ex-futebolista tcheco.
  - Amilcare Dallevo Jr., empresário brasileiro.
- 1958 — Jules Bocandé, futebolista e treinador de futebol senegalês (m. 2012).
- 1959 — Steve Rothery, guitarrista e compositor britânico.
- 1960
  - John F. Kennedy, Jr., jornalista e advogado norte-americano (m. 1999).
  - Amy Grant, cantora norte-americana.
  - Pedro Bismarck, ator e humorista brasileiro.
- 1961 — Aidan Ravin, político brasileiro (m. 2021).
- 1962 — Hironobu Sakaguchi, designer de games japonês.
- 1963 — Kevin Chamberlin, ator norte-americano.
- 1964
  - Robert Kurtzman, roteirista, maquiador e produtor de cinema norte-americano.
  - Marcelo de Nóbrega, ator, humorista, diretor e cantor brasileiro.
- 1965
  - Ana Paula Padrão, jornalista brasileira.
  - Dougray Scott, ator britânico.
  - Mauro Blanco, ex-futebolista boliviano.
  - David Kelly, ex-futebolista irlandês.
  - José Leon Machado, escritor português.
- 1966
  - Billy Burke, ator estadunidense.
  - Tim Armstrong, cantor e guitarrista norte-americano.
- 1967
  - Niurka Marcos, atriz e cantora cubana.
  - Anthony Nesty, ex-nadador surinamês.
- 1968
  - Jill Hennessy, atriz canadense.
  - Jairo Guedez, guitarrista brasileiro.
  - Tyler Brûlé, jornalista e empresário canadense.
  - Tunde Baiyewu, músico britânico.
  - Erick Sermon, rapper norte-americano.
- 1969 — Dexter Jackson, fisiculturista norte-americano.
- 1970
  - Virgínia Cavendish, atriz brasileira.
  - Eluana Englaro, italiana morta por eutanásia (m. 2009).
- 1971 — Christina Applegate, atriz norte-americana.
- 1972 — Stefan Everts, motociclista belga.
- 1973
  - Martin Rettl, piloto de skeleton austríaco.
  - Eddie Steeples, ator, produtor e roteirista norte-americano.
- 1974 — Kenneth Mitchell, ator canadense (m. 2024).
- 1975 — Michael Svensson, ex-futebolista sueco.
- 1976 — Clint Mathis, ex-futebolista norte-americano.
- 1977
  - MacBeth Sibaya, ex-futebolista sul-africano.
  - Guillermo Cañas, ex-tenista argentino.
  - Nuno Assis, ex-futebolista português.
- 1978
  - Taís Araújo, atriz brasileira.
  - Rasmus Myrgren, velejador sueco.
  - Thanathorn Juangroongruangkit, político tailandês.
- 1979
  - Brooke Haven, atriz norte-americana de filmes eróticos.
  - Jerry Ferrara, ator norte-americano.
  - Joel Kinnaman, ator sueco.
  - Slavko Vinčić, árbitro de futebol esloveno.
- 1980
  - Aaron Mokoena, ex-futebolista sul-africano.
  - Aleen Bailey, atleta jamaicana.
  - Julio Irrazábal, ex-futebolista paraguaio.
  - Michael Wilson, ex-futebolista neozelandês.
- 1981
  - Xabi Alonso, ex-futebolista e treinador de futebol espanhol.
  - Ruslan Pimenov, ex-futebolista russo.
  - Maurício Rua, lutador brasileiro de artes marciais mistas.
- 1982
  - Luciano Corrêa, ex-judoca brasileiro.
  - Maximilian Nicu, futebolista romeno.
  - Daniel Silveira, político e ex-policial militar brasileiro.
- 1983
  - Fernando Henrique, futebolista brasileiro.
  - Paty Cantú, atriz, cantora e compositora mexicana.
  - Hovhannes Davtyan, judoca armênio.
- 1984
  - Gaspard Ulliel, ator e modelo francês (m. 2022).
  - Guy Stéphane Essame, ex-futebolista camaronês.
- 1985
  - Fernandinho, futebolista brasileiro.
  - Haley Webb, atriz norte-americana.
  - Yuki Ota, esgrimista japonês.
- 1986
  - Cole Escola, comediante, ator, cantor e dramaturgo norte-americano.
  - Katie Cassidy, atriz, modelo e cantora norte-americana.
  - Richie Campbell, cantor português.
- 1987
  - El Arbi Hillel Soudani, futebolista argelino.
  - Odil Ahmedov, futebolista uzbeque.
  - Dolla, rapper norte-americano (m. 2009).
- 1988
  - Jay Spearing, futebolista britânico.
  - Nodar Kumaritashvili, atleta de luge georgiano (m. 2010).
- 1989 — Tom Dice, cantor e compositor belga.
- 1990
  - Roland Peqini, ex-futebolista albanês.
  - Romaric Rogombé, futebolista gabonês.
  - Bill Hamid, futebolista norte-americano.
  - Alaaeldin Abouelkassem, esgrimista egípcio.
- 1991 — Jamie Grace, cantora norte-americana.
- 1992 — Ana Bogdan, tenista romena.
- 1993
  - Yuki Kobori, nadador japonês.
  - Danny Kent, motociclista britânico.
  - Zane Phillips, ator norte-americano.
- 1994
  - Carlos Apna Embaló, futebolista guineense.
  - Stanislav Lobotka, futebolista eslovaco.
  - Filipe Baravilala, futebolista fijiano.
- 1995 — Ben O'Connor, ciclista australiano.
- 1997 — Alexis Vega, futebolista mexicano.
- 1999 — Maxim Van Gils, ciclista belga.
- 2000 — Kaja Juvan, tenista eslovena.

### Século XXI
- 2002 — Pedri, futebolista espanhol.

## Mortes

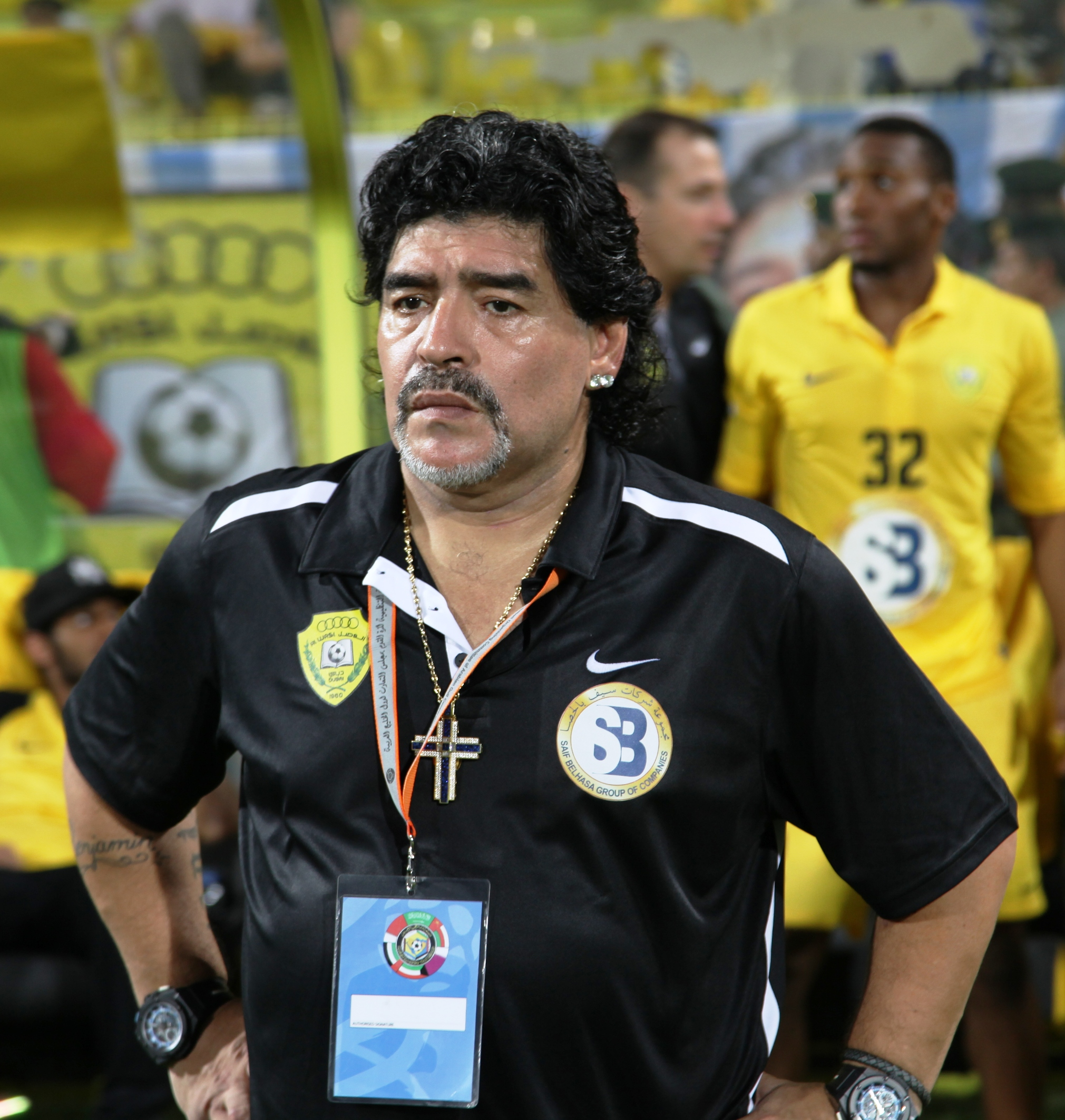
Diego Maradona

### Anteriores ao século XIX
- 0311 — Pedro 1.º da Alexandria (n. 260).
- 1034 — Malcolm 2.º da Escócia (n. 954).
- 1120 — Guilherme Adelino, herdeiro inglês (n. 1103).
- 1185 — Papa Lúcio 3.º (n. 1100).
- 1508 — Úrsula de Brandemburgo, duquesa de Münsterberg-Oels (n. 1450).
- 1788 — Thomas Amory, escritor britânico (n. 1691).

### Século XIX
- 1885 — Afonso 12 da Espanha (n. 1857).
- 1888 — Anne Sutherland-Leveson-Gower, Duquesa de Sutherland (n. 1829).

### Século XX
- 1939 — Odetinha, estudante e religiosa brasileira (n. 1931).
- 1959 — Gérard Philipe, ator francês (n. 1922).
- 1967 — Ossip Zadkine, pintor russo (n. 1890).
- 1968 — Upton Sinclair, escritor estadunidense (n. 1878).
- 1970 — Yukio Mishima, novelista e dramaturgo japonês (n. 1925).
- 1974 — U Thant, diplomata birmanês (n. 1909).
- 1985 — Walther Dahl, piloto de caça alemão (n. 1916).
- 1989 — Birago Diop, escritor e diplomata senegalês (n. 1906).
- 1993 — Claudia McNeil, atriz norte-americana (n. 1917).
- 1998
  - Eli Coimbra, jornalista brasileiro (n. 1942).
  - Nelson Goodman, filósofo norte-americano (n. 1906).

### Século XXI
- 2001 — Alan Bray,  historiador britânico (n. 1948).
- 2002 — Karel Reisz,  cineasta inglês (n. 1926).
- 2003 — Mary Queeny, atriz libanesa (n. 1913).
- 2005
  - Richard Burns, piloto britânico de ralis (n. 1971).
  - George Best, futebolista britânico (n. 1946).
- 2007 — Kevin DuBrow, músico norte americano (n. 1956).
- 2012 — Guilherme Espírito Santo, futebolista, treinador de futebol e atleta português (n. 1919).
- 2013
  - Chico Hamilton, baterista norte-americano (n. 1921).
  - Bill Foulkes, futebolista e treinador de futebol britânico (n. 1932).
- 2014
  - Aurelio Milani, futebolista italiano (n. 1934).
  - Albert K. Cohen, criminologista norte-americano (n. 1918).
- 2016 — Fidel Castro, político cubano (n. 1926)
- 2018 — Viktor Kanevskiy, futebolista e treinador de futebol ucraniano (n. 1936).
- 2020
  - Diego Maradona, futebolista e treinador de futebol argentino (n. 1960).
  - James Wolfensohn, banqueiro e economista australiano (n. 1933).

## Feriados e eventos cíclicos

### Internacional
- Dia Internacional para a Eliminação da Violência Contra as Mulheres

### Lusofonia

#### Brasil
- Aniversário dos municípios de Guapimirim, Quatis e Queimados, no Rio de Janeiro.
- Aniversário do município de Itabi, em Sergipe.
- Aniversário dos municípios de Cafelândia e Vera Cruz do Oeste, no Paraná.
- Dia da Baiana de Acarajé
- Dia do Doador Voluntário de Sangue

#### Cabo Verde
- Feriado municipal de Santa Catarina

### Cristianismo
- Adelardo de Corbie
- Ana de Jesús
- Catarina de Alexandria
- Cristo Rei
- Isaac Watts

## Outros calendários
- No calendário romano era o 7.º (VII) dia antes das calendas de dezembro.
- No calendário litúrgico tem a letra dominical G para o dia da semana.
- No calendário gregoriano a epacta do dia é xxvii.